# Nagroda Brytyjskiej Akademii Filmowej za najlepszą charakteryzację i fryzury
Nagroda Brytyjskiej Akademii Filmowej za najlepszą charakteryzację i fryzury – jedna z Nagród Brytyjskiej Akademii Filmowej przyznawana od 1983 roku.

## Zwycięzcy i nominowani
2017: nominacje
- Czas mroku  – Ivana Primorac, David Malinowski, Kazuhiro Tsuji i Lucy Sibbick
- Blade Runner 2049  – Donald Mowat i Kerry Warn
- Jestem najlepsza. Ja, Tonya  – Deborah La Mia Denaver i Adruitha Lee

2016: Boska Florence – J. Roy Helland i Daniel Phillips
- Doktor Strange – Jeremy Woodhead
- Przełęcz ocalonych – Shane Thomas
- Zwierzęta nocy – Donald Mowat i Yolanda Toussieng
- Łotr 1. Gwiezdne wojny – historie – Amanda Knight, Neal Scanlan i Lisa Tomblin

2015: Mad Max: Na drodze gniewu – Damian Martin, Lesley Vanderwalt
- Brooklyn – Morna Ferguson, Lorraine Glynn
- Carol – Jerry DeCarlo, Patricia Regan
- Dziewczyna z portretu – Jan Sewell
- Zjawa – Siân Grigg, Duncan Jarman, Robert Pandini

2014: Grand Budapest Hotel – Frances Hannon, Mark Coulier
- Strażnicy Galaktyki – Elizabeth Yianni-Georgiou, David White
- Tajemnice lasu – Peter Swords King, J. Roy Helland
- Pan Turner – Christine Blundell, Lesa Warrener
- Teoria wszystkiego – Jan Sewell

2013: American Hustle – Evelyne Noraz, Kathrine Gordon
- Wielki Liberace – Kate Biscoe, Marie Larkin
- Kamerdyner – Debra Denson, Beverly Jo Pryor, Robert L. Stevenson
- Wielki Gatsby – Wizzy Molineaux, Ashley Johnson
- Hobbit: Pustkowie Smauga – Rick Findlater

2012: Les Misérables. Nędznicy – Lisa Westcott
- Anna Karenina – Ivana Primorac
- Hitchcock – Julie Hewett, Martin Samuel, Howard Berger
- Hobbit: Niezwykła podróż – Peter Swords King, Richard Taylor, Rick Findlater
- Lincoln – Lois Burwell, Kay Georgiou

2011: Żelazna Dama – Marese Langan
- Artysta – Julie Hewett, Cydney Cornell
- Harry Potter i Insygnia Śmierci: Część II – Amanda Knight, Lisa Tombli
- Hugo i jego wynalazek – Morag Ross, Jan Archibald
- Mój tydzień z Marilyn – Jenny Shircore

2010: Alicja w Krainie Czarów – Valli O’Reilly, Paul Gooch
- Czarny łabędź – Judy Chin, Geordie Sheffer
- Harry Potter i Insygnia Śmierci: Część I – Amanda Knight, Lisa Tomblin
- Jak zostać królem – Frances Hannon
- Made in Dagenham[2] – Lizzie Yanni Georgiou

2009: Młoda Wiktoria – Jenny Shircore
- Coco Chanel – Thi Thanh Tu Nguyen and Jane Milon
- Była sobie dziewczyna – Lizzie Yianni Georgiou
- Parnassus: Człowiek, który oszukał diabła – Sarah Monzani
- Dziewięć – Peter Swords King

2008: Ciekawy przypadek Benjamina Buttona – Jean Black, Colleen Callaghan
- Mroczny Rycerz – Peter Robb-King
- Księżna – Jan Archibald, Daniel Phillips
- Frost/Nixon – Edouard Henriques, Kim Santantonio
- Obywatel Milk – Steven E. Anderson, Michael White

2007: Niczego nie żałuję – Edith Piaf – Jan Archibald, Didier Lavergne
- Pokuta – Ivana Primorac
- Elizabeth: Złoty wiek – Jenny Shircore
- Lakier do włosów – Judi Cooper-Sealy, Jordan Samuel
- Sweeney Todd: Demoniczny golibroda z Fleet Street – Ivana Primorac

2006: Labirynt fauna – José Quetglás and Blanca Sánchez
- Diabeł ubiera się u Prady – Angel De Angelis, Nicki Ledermann
- Maria Antonina – Desiree Corridoni, Jean-Luc Russier
- Piraci z Karaibów: Skrzynia umarlaka – Ve Neill, Martin Samuel
- Królowa – Daniel Phillips

2005: Opowieści z Narnii: Lew, czarownica i stara szafa – Howard Berger, Nikki Gooley i Gregory Nicotero
- Charlie i fabryka czekolady – Peter Owen, Ivana Primorac
- Harry Potter i Czara Ognia – Nick Dudman, Eithne Fennel, Amanda Knight
- Wyznania gejszy – Kate Biscoe, Lyndell Quiyou, Kelvin R. Trahan, Noriko Watanabe
- Duma i uprzedzenie – Fae Hammond

2004: Aviator – Kathryn Blondell, Sian Grigg, Morag Ross
- Marzyciel – Christine Blundell
- Harry Potter i więzień Azkabanu – Nick Dudman, Eithne Fennel, Amanda Knight
- Dom latających sztyletów – Siu-Mui Chau, Lee-na Kwan and Xiaohai Yang
- Vera Drake – Christine Blundell

2003: Piraci z Karaibów: Klątwa Czarnej Perły – Ve Neill, Martin Samuel
- Duża ryba – Jean Ann Black, Paul LeBlanc
- Wzgórze nadziei – Paul Engelen, Ivana Primorac
- Dziewczyna z perłą – Jenny Shircore
- Władca Pierścieni: Powrót króla – Peter King, Peter Owen, Richard Taylor

2002: Frida – Judy Chin, Beatrice De Alba, John E. Jackson, Regina Reyes
- Chicago – Judi Cooper-Sealy, Jordan Samuel
- Gangi Nowego Jorku – Manlio Rocchetti, Aldo Signoretti
- Godziny – Jo Allen, Conor O’Sullivan, Ivana Primorac
- Władca Pierścieni: Dwie wieże – Peter King, Peter Owen, Richard Taylor

2001: Władca Pierścieni: Drużyna Pierścienia – Peter King, Peter Owen, Richard Taylor
- Gosford Park – Jan Archibald and Sallie Jaye
- Harry Potter i Kamień Filozoficzny – Nick Dudman, Eithne Fennel, Amanda Knight
- Moulin Rouge! – Maurizio Silvi and Aldo Signoretti
- Planeta Małp – Rick Baker, Toni G, and Kazuhiro Tsuji

2000: Grinch: Świąt nie będzie – Rick Baker, Toni G, Sylvia Nava, Gail Ryan, Kazuhiro Tsuji
- Czekolada – Naomi Donne
- Przyczajony tygrys, ukryty smok – Siu-Mui Chau, Yun-Ling Man
- Gladiator – Paul Engelen, Graham Johnston
- Zatrute pióro – Nuala Conway, Peter King

1999: Topsy-Turvy – Christine Blundell
- American Beauty – Tania McComas, Carol A. O’Connell
- Koniec romansu – Christine Beveridge
- Idealny mąż[3] – Peter King

 1998 – Elizabeth – Jenny Shircore
- Szeregowiec Ryan – Lois Burwell, Jeanette Freeman
- Zakochany Szekspir – Lisa Westcott
- Idol – Peter King

1997 – Miłość i śmierć w Wenecji – Sallie Jaye, Jan Archibald
- Tajemnice Los Angeles – John M. Elliott, Scott H. Eddo, Janis Clark
- Jej wysokość pani Brown – Lisa Westcott
- Titanic – Tina Earnshaw, Simon Thompson, Kay Georgiou

1996 – Gruby i chudszy – Rick Baker, David LeRoy Anderson
- 101 dalmatyńczyków – Lynda Armstrong, Martial Corneville, Colin Jamison, Jean-Luc Russier
- Angielski pacjent – Fabrizio Sforza, Nigel Booth
- Evita – Sarah Monzani, Martin Samuel

 1995 – Szaleństwo króla Jerzego – Lisa Westcott
- Braveheart. Waleczne serce – Peter Frampton, Paul Pattison, Lois Burwell
- Rozważna i romantyczna – Morag Ross, Jan Archibald
- Ed Wood – Ve Neill, Rick Baker and Yolanda Toussieng

1994 – Priscilla, królowa pustyni – Cassie Hanlon, Angela Conte, Strykermeyer
- Wywiad z wampirem – Stan Winston, Michèle Burke, Jan Archibald
- Maska – Greg Cannom, Sheryl Ptak
- Pani Doubtfire – Greg Cannom, Ve Neill, Yolanda Toussieng

1993 – Orlando – Morag Ross
- Rodzina Addamsów II – Kevin Haney, Katherine James, Fred C. Blau Jr. Fern Buchner
- Drakula – Greg Cannom, Michèle Burke, Matthew W. Mungle
- Lista Schindlera – Christina Smith, Matthew W. Mungle, Waldemar Pokromski, Pauline Heys

1992 – Ostatni Mohikanin – Peter Robb-King
- Powrót Batmana – Ve Neill Stan Winston
- Chaplin – Wally Schneiderman, Jill Rockow, John Caglione Jr.
- Powrót do Howards End – Christine Beveridge

1991 – Cyrano de Bergerac Jean-Pierre Eychenne, Michèle Burke
- Rodzina Addamsów – Fern Buchner, Katherine James, Kevin Haney
- Tańczący z wilkami – Francisco X. Pérez
- Edward Nożycoręki – Ve Neill

 1990 – Dick Tracy – John Caglione Jr. Doug Drexler
- Uwierz w ducha – Ben Nye Jr.
- Cinema Paradiso – Maurizio Trani
- Wiedźmy – Christine Beveridge, Jim Henson Creature Shop

 1989 – Przygody barona Munchausena – Maggie Weston, Fabrizio Sforza, Pam Meager
- Batman – Paul Engelen, Nick Dudman
- Niebezpieczne związki – Jean-Luc Russier
- Moja lewa stopa – Ken Jennings

 1988 – Ostatni cesarz – Fabrizio Sforza
- Sok z żuka – Ve Neill, Steve LaPorte, Robert Short
- Garść piachu[4] – Sally Sutton
- RoboCop – Carla Palmer

 1987 – Imię róży – Hasso von Hugo
- Mucha – Chris Walas, Stephan Dupuis
- Nadzieja i chwała – Anna Dryhurst
- Jean de Florette – Michèle Dernelle, Jean-Pierre Eychenne

1986 – Ran – Shohichiro Meda, Tameyuki Aimi, Chihako Naito, Noriko Takemizawa
- Obcy – decydujące starcie – Peter Robb-King
- Dziecko z marzeń[5] – Jenny Shircore
- Sid i Nancy – Peter Frampton

 1985 – Amadeusz – Paul LeBlanc, Dick Smith
- Szmaragdowy las[6] – Peter Frampton, Paul Engelen, Anna Dryhurst, Luis Michelotti, Beth Presares
- Legenda – Peter Robb-King, Rob Bottin
- Maska – Michael Westmore

 1984 Greystoke: Legenda Tarzana, władcy małp – Paul Engelen, Peter Frampton, Rick Baker, Joan Hills
- Towarzystwo wilków – Jane Royle, Christopher Tucker
- Garderobiany – Alan Boyle
- Pola śmierci – Tommie Manderson

1983 – Tootsie – Dorothy J. Pearl, George Masters, C. Romania Ford, Allen Allen
- W upale i kurzu[7] – Gordon Kay
- Gwiezdne wojny: część VI – Powrót Jedi – Phil Tippett, Stuart Freeborn
- Zelig – Fern Buchner, John Caglione Jr.

1982 – Walka o ogień – Sarah Monzani, Christopher Tucker, Michèle Burke
- Łowca androidów – Marvin G. Westmore
- E.T. – Robert Sidell
- Gandhi – Tom Smith